# 2280 Куніков
2280 Куніков (2280 Kunikov) — астероїд головного поясу, відкритий 26 вересня 1971 року.
Тіссеранів параметр щодо Юпітера — 3,667.